# IKCO Runna
O IKCO Runna (codinome X12) é um carro de passeio feito pelo fabricante iraniano IKCO (Iran Khodro). É um sedã baseado no Peugeot 206, e menor que o IKCO Samand (X7).

## Visão geral
O Runna foi oferecido com dois motores diferentes de quatro cilindros: uma unidade a gasolina de 1,6 litro e 109 cv (TU5JP4) e uma unidade de 1,7 litro (na verdade 1648 cc) (EF7), ambas relatadas para atender aos padrões de emissão Euro IV e V. A família de motores EF7 de 1,7 litro inclui motores projetados para funcionar com GNV (além de unidades puramente a gasolina); os relatórios iniciais indicaram que o motor de 1,7 litro oferecido no Runna seria movido a GNV. Em 2013, a opção de 1,7 litro foi removida do site do fabricante; o motor a gasolina da série TU5 de 1,6 litro (agora com 106 cv de potência) é a única opção disponível.
Antes do lançamento, também houve relatos sobre uma versão usando uma unidade de 1,4 litro de 96 cv (EF4), mas o site do fabricante não mencionou essa opção.
O veículo foi reivindicado para atender ao requisito de segurança de "impacto de pedestres". Os recursos foram ditos para incluir airbags, freios antibloqueio, direção hidráulica e vidros elétricos. Os primeiros carros eram esperados para chegar aos clientes iranianos em meados de 2011, com exportações para a Turquia e outros países vizinhos para começar logo depois disso. As entregas realmente começaram em 2012/2013 (1391 no calendário iraniano). Em 2020/2021 (1399 no calendário iraniano), um modelo remodelado chamado Runna Plus entrou em produção.
Em 2009, a IKCO planejou produzir 150.000 Runnas por ano em produção máxima.
O veículo é baseado no Peugeot 206, que também foi oferecido como um sedã (embora não na Europa Ocidental). É um sedã com um design de três volumes. O fabricante diz que ele apresenta "uma aparência completamente nova na parte dianteira e traseira, incluindo capô do motor, tampa do porta-malas, para-choques, luzes e para-lamas".
O site do fabricante descreve o veículo como "feito de chapa de aço trefilada, cuja espessura varia de 0,7 mm a 2,5 mm, dependendo de sua função. Chapas de aço de alta resistência elástica são usadas para componentes que são submetidos a níveis particularmente altos de estresse, como os suportes dos membros estruturais dianteiros ou a subestrutura." De acordo com o fabricante, isso resulta em maior resistência e redução de peso de cerca de 50% em comparação com chapas de aço convencionais.

Em dezembro de 2022, a fabricante de automóveis tunisiana Wallyscar lançou o Wallys 719, um IKCO Runna rebatizado e ligeiramente modificado.

IKCO Runna Plus
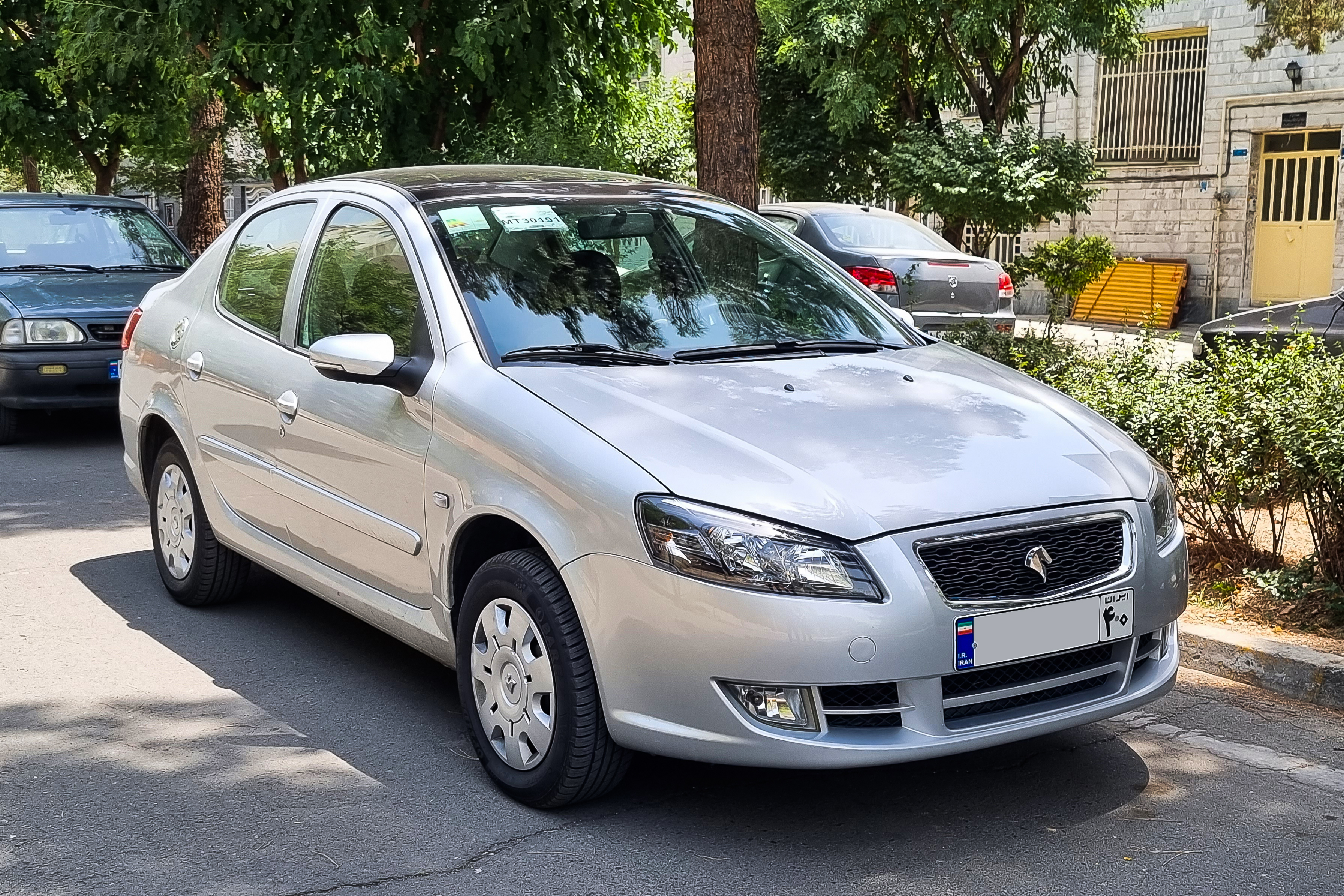
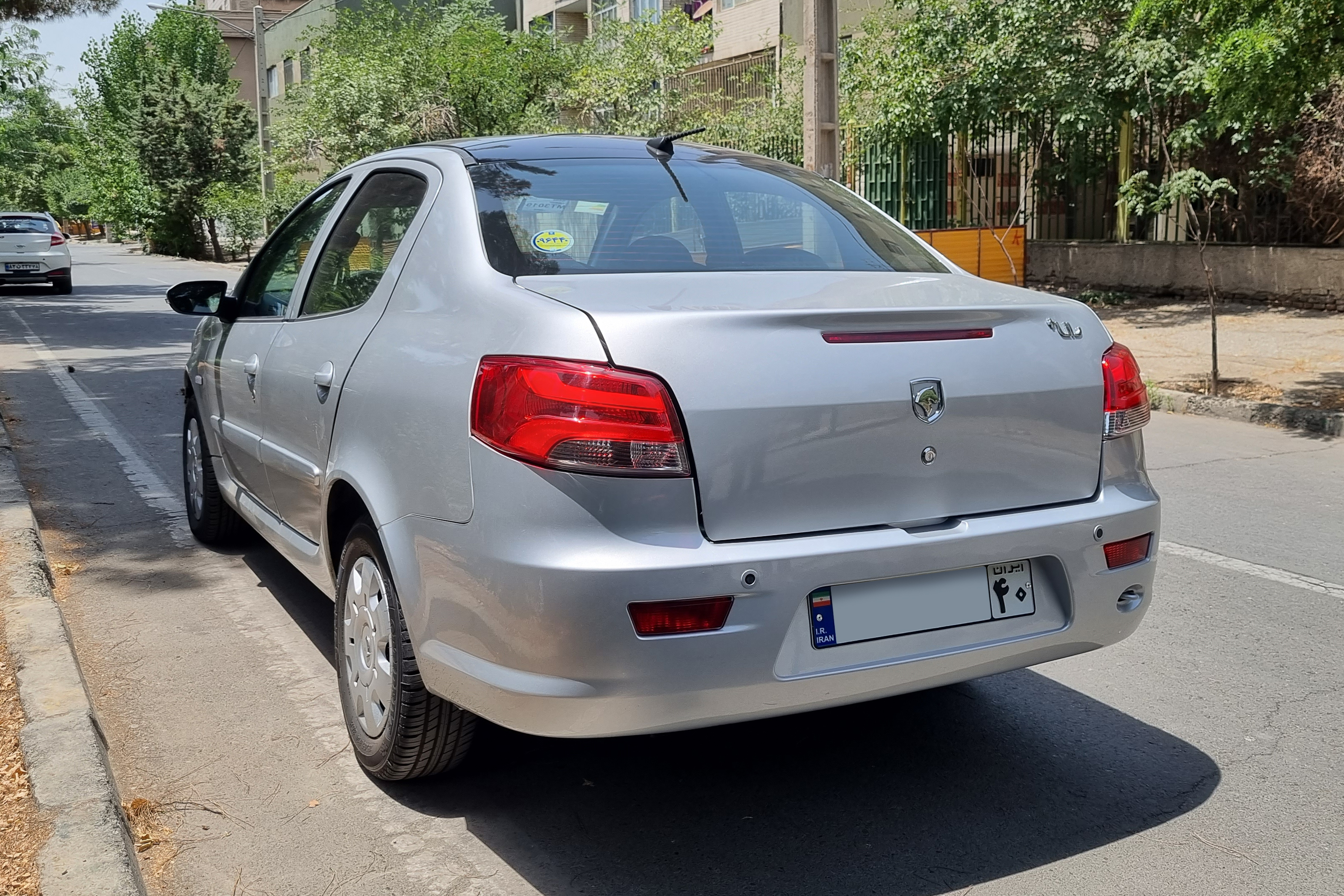
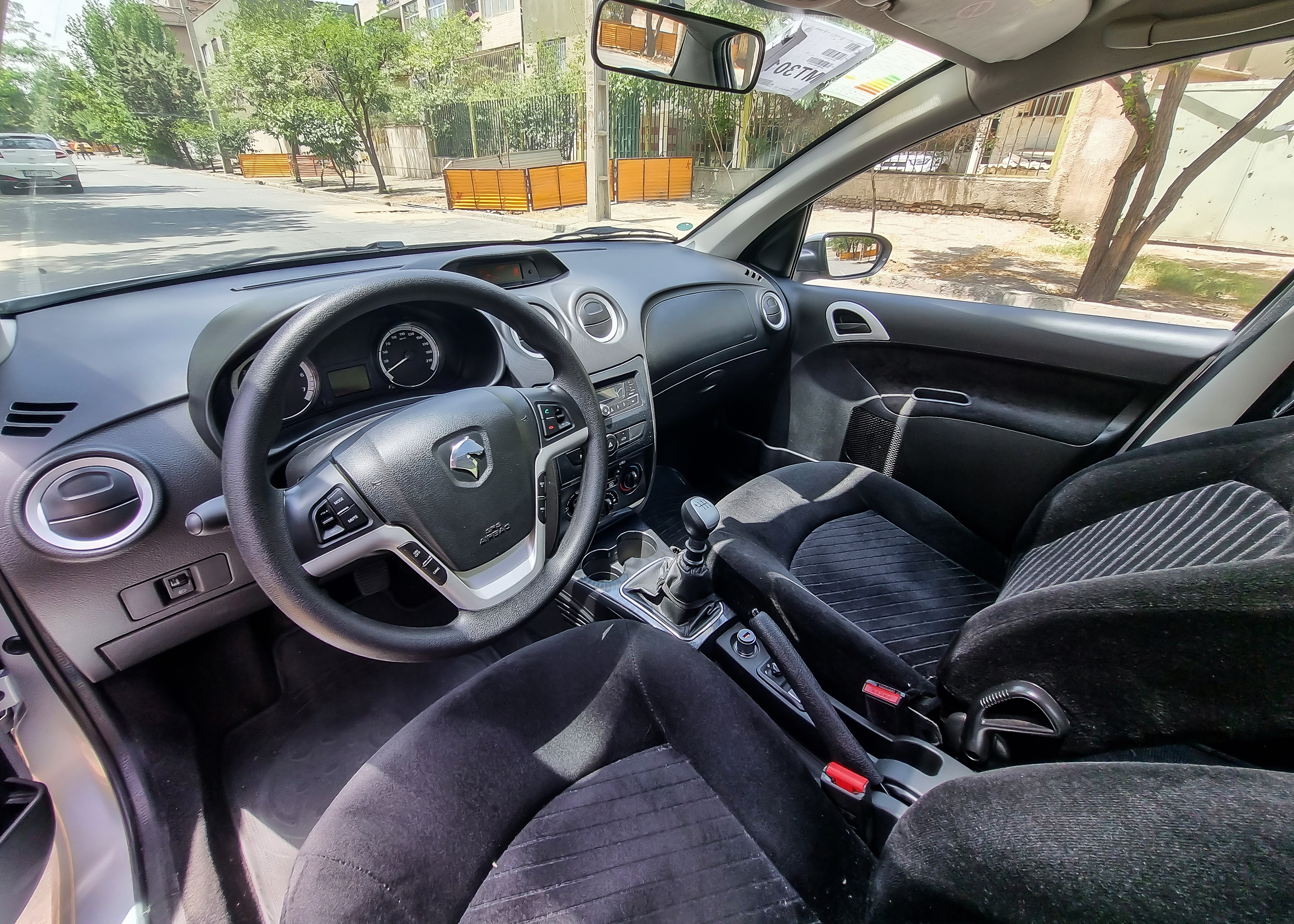